# Ван дер Хорст, Петрюс
Петрюс Михалис ван дер Хорст (нидерл. Petrus Michaelis van der Horst; 25 октября 1903 — 18 февраля 1983) — нидерландский велогонщик, призёр Олимпийских игр.

## Биография
Родился в 1900 году в Клундерте. В 1928 году на Олимпийских играх в Амстердаме завоевал серебряную медаль в командной гонке преследования.
Его сын Пит ван дер Хорст-младший стал профессиональным велогонщиком